# Wolowez
Wolowez (ukrainisch Воловець; russisch Воловец, ungarisch Volóc, slowakisch Volovec, deutsch Wollowitz) ist eine Siedlung städtischen Typs in der westukrainischen Oblast Transkarpatien. Der in den Waldkarpaten, nördlich vom 1681 m hohen Stij am Bach Witscha, gelegene Ort war das Verwaltungszentrum des gleichnamigen Rajons Wolowez, der im Rahmen der Dezentralisierungsreform im Jahr 2020 aufgelöst wurde.

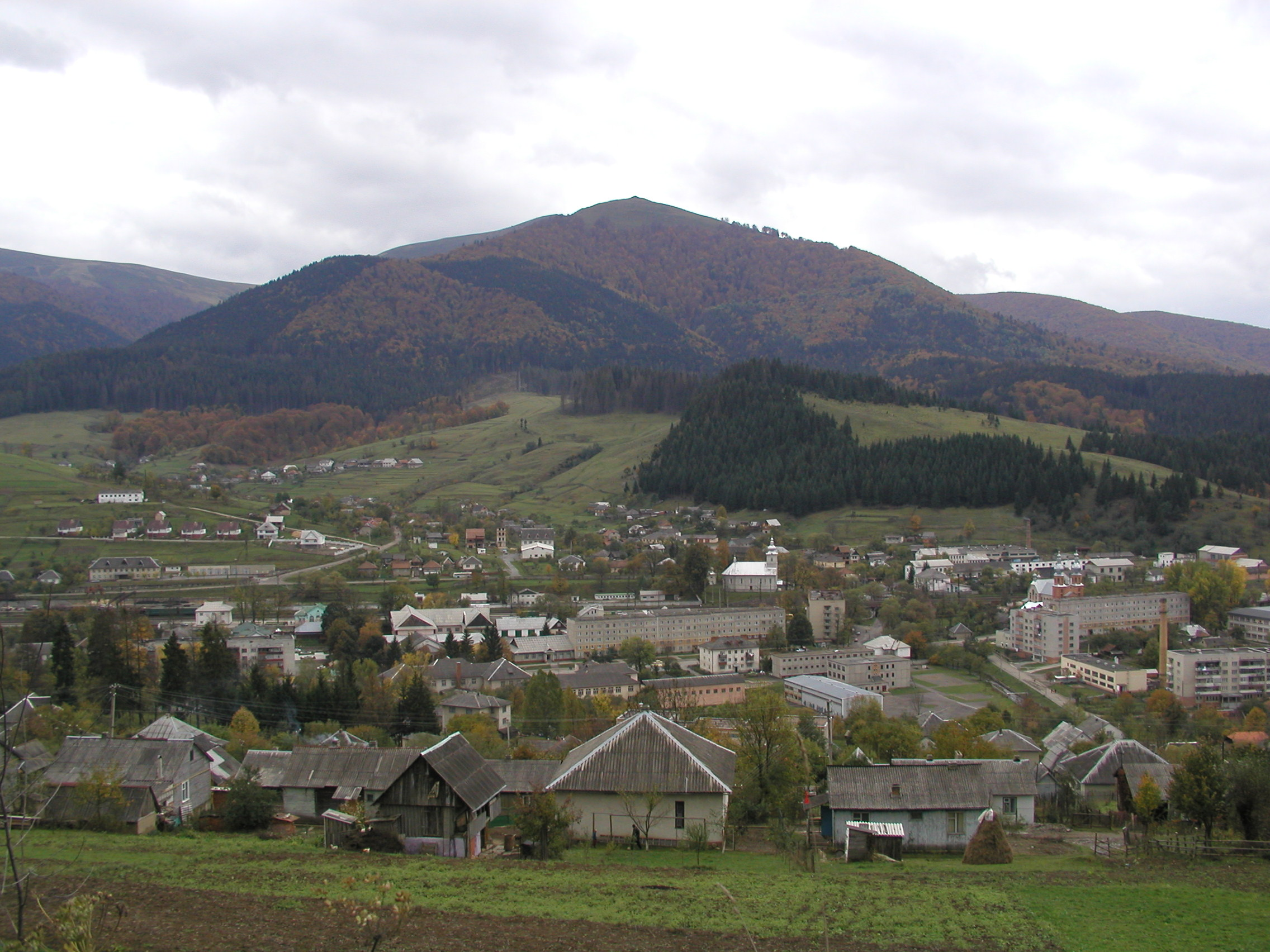
Blick auf Wolowez

Am 12. Juni 2020 wurde die Siedlung städtischen Typs zusammen mit 3 umliegenden Dörfern zum Zentrum der neu gegründeten Siedlungsgemeinde Wolowez (Воловецька селищна громада/Wolowezka selyschtschna hromada) im Rajon Mukatschewo. Bis dahin bildete sie zusammen mit dem Dorf Kanora die Siedlungratsgemeinde Wolowez (Воловецька селищна рада/Wolowezka selyschtschna rada) im Rajon Wolowez.
Folgende Orte sind neben dem Hauptort Wolowez ein Teil der Gemeinde:
| Name                     | Name       | Name                     | Name                 | Name                    | Name    |
| ukrainisch transkribiert | ukrainisch | russisch                 | slowakisch           | ungarisch               | deutsch |
| ------------------------ | ---------- | ------------------------ | -------------------- | ----------------------- | ------- |
| Huklywyj                 | Гукливий   | Гукливый (Gukliwy)       | Huklivý, Huklivá     | Zúgó, Hukliva           | -       |
| Kanora                   | Канора     | Канора                   | Kanora               | Kanora                  | -       |
| Skotarske                | Скотарське | Скотарское (Skotarskoje) | Skotarský, Skotarsko | Kisszolyva, Szkotárszka | -       |

Wolowez ist die Partnerstadt von Bad Endorf in Oberbayern.

## Geschichte
Der Ort liegt in der Karpatoukraine und teilt die Geschichte dieser historischen Region.
Die erste urkundliche Erwähnung des Ortes entstammt dem Jahr 1433. Archäologische Ausgrabungen haben aber ergeben, dass das Gebiet des Ortes Wolowez bereits in der Bronzezeit besiedelt war. In den darauf folgenden Jahrhunderten wechselte es mehrfach den Oberherrn, bis es Anfang des 17. Jahrhunderts zur Munkatscher Herrschaft kam. 1625 setzte Janosch Balynda, der Leiter der Munkatscher Garnison Oleksi Schimonu als Verwalter ein. In der Folge gehörte die Herrschaft Munkatsch abwechselnd zum Fürstentum Siebenbürgen und zum Königreich Ungarn (im Komitat Bereg), bis es in den Besitz der Rákóczis kam. Zu dieser Zeit lebten in Wolowez noch weniger als 100 Familien, welche überwiegend von der Viehzucht lebten. 1657 wurde der Ort im Zuge kriegerischer Auseinandersetzungen durch polnische Truppen völlig zerstört.
Nach dem Ende des von Franz II. Rákóczi angeführten ungarischen Aufstands gegen die Habsburger (endete 1711 mit dem Frieden von Sathmar) verloren die Rákóczis die Burg, wodurch Wolowez 1728 in den Besitz des Grafen Karl Schönborn und wurde Teil der Herrschaft Mukatschewo-Tschynadijiwsk. Im folgenden Jahrhundert kam es immer wieder zu Konflikten zwischen den Dorfbewohnern und den neuen Landesherrn. Allein 1761–62 wurden 33 Bewohner des Orts wegen aufrührerischer Tätigkeit inhaftiert.
1831 kam es erneut zu einem Aufstand in der Region, an welchem sich Bürger von Wolowez beteiligten. In dieser Zeit entstanden auch die ersten verarbeitenden Betriebe im Ort, darunter eine Ziegelei. In der zweiten Hälfte des 19. Jahrhunderts wuchs der Ort stark an, so dass 1870 bereit 600 Bewohner in ihm lebten, 1887 erfolgte der Eisenbahnanschluss im Rahmen des Weiterbaus der Strecke von Munkács nach Stryj. Die erste Grundschule wurde vom ungarischen Staat im Jahr 1882 eröffnet. Im Jahr 1900 lebten in Wolowez 1284 Einwohner, darunter 839 Ukrainer, 253 Deutsche, 177 Magyaren, 11 Juden, 3 Slowaken und 1 Rumäne, wobei unter diesen lediglich 346 lese- und schreibkundig waren. Insgesamt gab es im Dorf 198 Gebäude, worunter 24 aus Stein und 174 aus Holz errichtet waren.
Während des Ersten Weltkriegs kam der Ort im Zuge der Auflösung Österreich-Ungarns zur Tschechoslowakei und hieß ab 1921 amtlich Volovec. 1930 wurden archäologische Ausgrabungen durchgeführt, bei welchen 23 bronzene und 5 goldene Gegenstände gefunden wurden, die auf das Ende des Zweiten Jahrtausends vor Chr. datiert wurden.
Bis zur Annektierung Transkarpatiens durch Ungarn im Jahr 1939 blieb der Ort tschechoslowakisch. 1944 wurde die Grundschule in eine allgemeinbildende Mittelschule umgewandelt. Nach dem Ende des Zweiten Weltkriegs kam der Ort schließlich zur Sowjetunion und wurde 1946 zum Rajonzentrum des neu gegründeten gleichnamigen Rajons. 1957 wurde Wolowez zu einer Siedlung städtischen Typs erhoben. Im Zuge einer Verwaltungsreform wurde der Rajon Wolowez 1962 aufgelöst und dem Rajon Swaljawa zugeführt. Am 4. Januar 1965 wurde die Reform durch einen Ukas der Werchowna Rada rückgängig gemacht, wodurch der Rajon wiederhergestellt wurde.

## Verkehr
Wolowez hat einen Bahnhof an der Strecke Bahnstrecke Lwiw–Stryj–Tschop, einer der wichtigsten Verbindungen von der Ukraine nach Westen. Die Eisenbahndistanz zum Oblastzentrum Uschhorod beträgt 118 km. Durch das Gebiet des Rajons Wolowez führt die Straße Uschhorod – Lwiw die über Kiew bis nach Moskau weiterführt und ebenfalls eine wichtige Verbindung darstellt. Die Straßendistanz zum Oblastzentrum Uschhorod beträgt 114 km, die Entfernung nach Kiew beträgt 780 km.